# بيسوبرولول
بيسوبرولول  (بالإنجليزية: Bisoprolol)‏ وهو عقار دوائي حاصر انتقائي لمستقبلات بيتا الإدرينالية الموجودة في القلب وجدار الأوعية الدموية، من فئة العقاقير المستخدمة بشكل رئيسي في أمراض القلب والأوعية الدموية. وهو حاصر انتقائي نوعي للمستقبلات الأدرينالية β1. وقد وافقت إدارة الاغذية والعقاقير الدوائية على طلب Zebeta تصنيع أقراص عن طريق الفم (بيسوبرولول فومارات) يوم 31 يوليو، 1992. منذ ذلك الحين وافقت عليها إدارة الاغذية والعقاقير للتصنيع بواسطة تيفا، Mylan، ساندوز، وشركة الدوائية المتبادلة.

## الاستعمال
بيسوبرولول مفيد في علاج : ارتفاع ضغط الدم (ضغط الدم)، وانخفاض تدفق الدم إلى القلب (نقص التروية القلبية)؛ علاج وقائي قبل وبعد المعالجة الأولية للنوبات القلبية لتقليل فرص تكرار النوب القلبية. نقص التروية القلبية في حين يتم استخدام المخدرات للحد من نشاط عضلة القلب وبالتالي تخفيض الطلب على الاوكسجين والمغذيات، بحيث يمكن خفض إمدادات الدم لا تزال كميات كافية من الاوكسجين والمغذيات.
العديد من حاصرات بيتا متاحة الآن وبصورة عامة فهي تملك جميعها نفس القدر من الفعالية، ومع ذلك فهناك اختلافات بينها والتي قد تؤثر على اختيار نوع العلاج .
حاصرات بيتا (مع فترة قصيرة نسبياً من التطبيق) يجب أن تعطى مرتين أو ثلاث مرات يومياً. ولكن الاستخدام لمرة واحدة يومياً قد يكون كافي لمعالجة ارتفاع ضغط الدم. ربما في بعض الأحيان للذبحة الصدرية العلاج مرتين يوميا حتى تكون هناك حاجة لصياغة معدلة الإطلاق. بعض حاصرات بيتا مثل أتينولول، بيسوبرولول، carvedilol، celiprolol ونادولول لها مدة أطول وتحتاج إلى أن تعطى مرة واحدة فقط يومياً.

## الاستطبابات
بيسوبرولول (Concor، Zebeta، Concore، Monocor) يمكن استخدامه لعلاج أمراض القلب والأوعية الدموية مثل ارتفاع ضغط الدم ومرض القلب التاجي، عدم انتظام ضربات القلب، وأمراض نقص تروية القلب وعلاج احتشاء عضلة القلب الحاد بعد النوبة. كذلك يمكن علاج المرضى الذين يعانون من قصور القلب الاحتقاني كعلاج معاوض مع بيسوبرولول باعتبارها comedication (معاً عادة مع مثبط ال ACE، مدر للبول والديجيتال - الغليكوزيدات). في المرضى الذين يعانون من قصور القلب الاحتقاني، فإنه يقلل من الحاجة إلى استهلاك الأوكسجين من عضلة القلب. من المهم جدا أن تبدأ بجرعات منخفضة، ويقلل أيضا بيسوبرولول القوة العضلية للقلب، وهو أثر غير مرغوب فيه في قصور القلب الاحتقاني.
كما يستخدم هذا الدواء لعلاج حالات أخرى، بما في ذلك القلق، وفرط نشاط الغدة الدرقية .